# Палистин
Палистин (также Валистин) — царство позднего бронзового века, существовавшее на территории северной Сирии и юго-восточной Турции. Название родственно филистимлянам. Известно по надписям нескольких царей XI—IX веков до н. э. Столицей, вероятно, был город Киналуа (Телль-Тайинат). Позднее известно как Паттин.

## Надписи
В 2003 году немецкий археолог К. Кольмейер открыл при раскопках храма Адада в цитадели Алеппо (Сирия) две статуи (бога и царя), причем начало надписи лувийскими иероглифами на царской статуе гласит: «Я — Тайта, герой, царь страны Палистинской. Моему господину, богу Грозы Халеба я посвятил изображение…» (пер. А. В. Сафронова ) (далее сообщается, что приходящий в храм царь должен жертвовать богу быка и овцу, знатный человек — овцу, а простой человек — хлеб или возлияние). Фрагмент другой надписи, вероятно того же Тайты, упоминает город Каркемиш. Надписи из Алеппо датируется палеографически примерно XI веком до н. э. (большинство авторов согласились с этой датой, однако Б. Засс предложил датировку концом X века до н. э.)
Благодаря уточнению чтения знака L319 (TA4 = la/i) Е. Рикен и И. Якубовичем (2010) Дж. Д. Хокинс прочитал название царства как Палистин и отождествил с известным в трех других надписях названием, которое теперь нужно читать как Валистин.

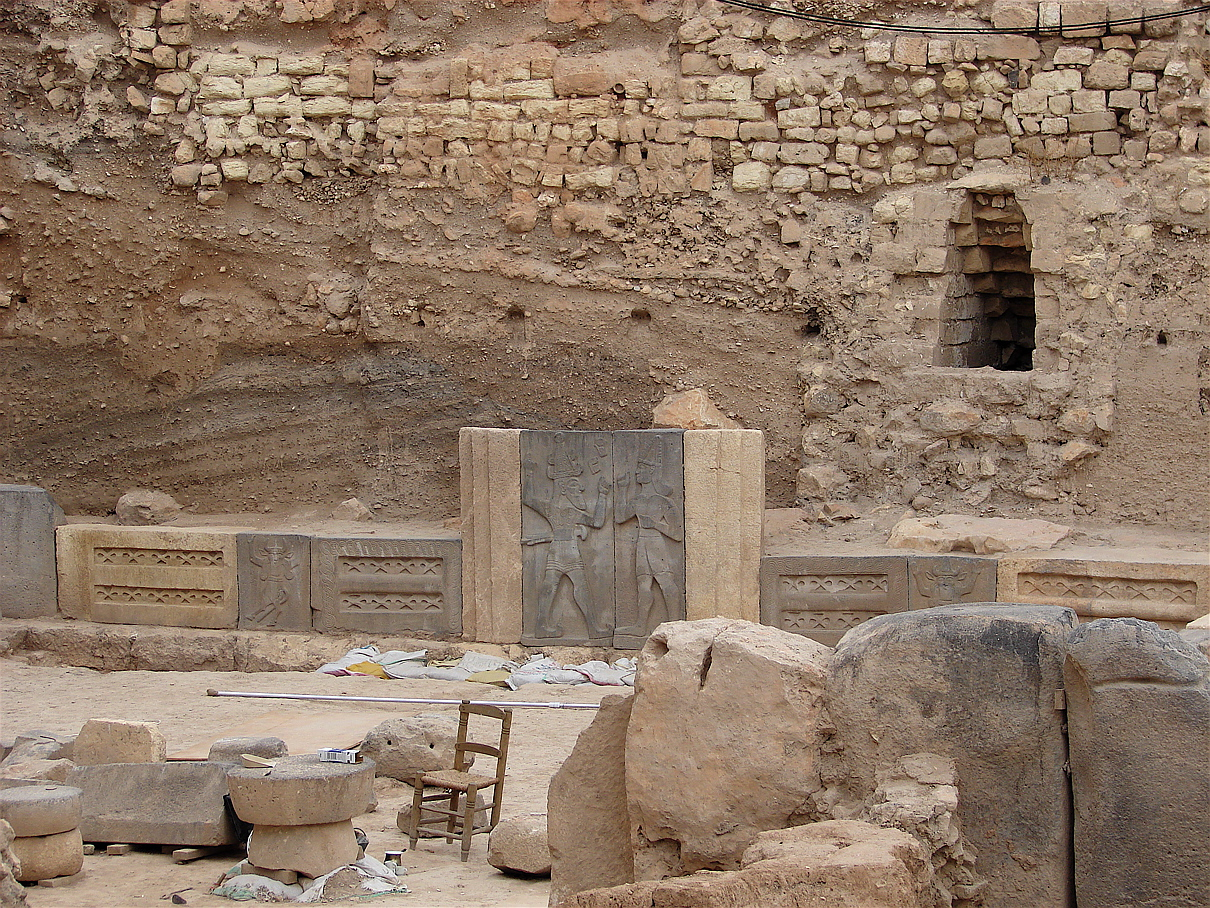
Рельеф царя Тайты. Алеппо.

Имя Тайты (Taitas) ранее было известно из двух надписей, найденных неподалеку от Хамы (Сирия) и упоминающих также жену Тайты Купапию (Kupapiyas; чьё имя означает «Кубаба дала»). Посвященная ей надпись из Мехарды называет Купапию «Царицей земли», а её надгробный памятник из Шейзара (надпись на котором вырезал писец Педантимувас) сообщает, что она прожила сто лет благодаря своей справедливости). Название царства в этих надписях Дж. Д. Хокинс ранее читал как Ватасатини (wa/i-ta4-sà-ti-ni), а А. Пейн теперь приняла чтение Валистин (wa/i-ta4/i4-sà-ti-ni).
Датировка надписей Тайты и Купапии не вполне определённа. Дж. Д. Хокинс (2000) датировал надписи из Мехарды и Шейзара VIII—VII веками до н. э. (хотя допускается и X век до н. э.). Следовательно, царей по имени Тайта было как минимум два (Тайта I и Тайта II).
К. Стейтлер предположил, что царь Тайта может быть тождествен упоминаемому в Библии Фою (Тои или Тоу), царю Хамата (2 Цар. 8:9-10; 1 Пар. 18:9-10).
Фрагментированная надпись из Телль-Тайинат (ныне Турция, близ границы с Сирией) упоминает страну Вадасатини (wa/i-ta4/i4-sà-ti-ni) (возможно, надпись датируется серединой IX века до н. э., если названный в ней Халпарунтия тождествен правителю царства Унки Калпарунде, известному из надписей Салманасара III 857 и 853 годов до н. э.; однако И. Зингер и М. Веден считают их разными лицами, Веден датирует надпись X веком до н. э.)
Валистинским царем называет себя Суппилулиума, сын Мананы, в двух надписях из Арсуза (к югу от залива Искендерун), которые готовят к публикации профессора Али и Белкис Динчол и которые датируются примерно X веком до н. э.

## Толкования
Таким образом, Хокинс пришёл к выводу о существовании довольно значительного царства (ранее называемого Палистин, а позже Валистин) и простиравшегося от Алеппо на юг и, возможно, включавшего Каркемиш (хотя контекст упоминания Каркемиша в надписи и неясен).
А. Ясур-Ландау поддержал отождествление царства Паластин с пелесет из «народов моря» и филистимлянами и указал, что существование двух Палестин — указание на маршрут миграции, в том числе на то, что такая миграция проходила не только по берегу моря, но затрагивала области относительно далеко от него. Согласно А. Гюнтер, эти данные поддерживают гипотезу о масштабной миграции из эгейского региона переселенцев, осевших в том числе в Киликии и Северной Сирии. А. В. Сафронов привлёк данные египетских надписей, по которым во время похода «Народов моря» те разрушили ряд государств на территории, близкой к местам находок надписей о Палистин. И. Зингер напомнил о происхождении из северной Сирии филистимского бога Дагона.
Д. Кан предположил, что сухопутное сражение Рамсеса III в 8 год его правления с пелесет (филистимлянами) произошло не на юге, а севернее, на территории современной Сирии, и связано с позднейшим существованием на этой территории царства Палистин.
Т. Брайс видит в отождествлении ряд проблем (Как можно объяснить присутствие филистимлян так далеко к северу от Палестины? Зачем филистимский правитель использовал лувийскую письменность?).
И. Зингер подчеркнул, что родство названий ещё не означает этническую связь между филистимлянами и большинством населения царства Тайты.
Город Киналуа (вероятное древнее название Телль-Тайинат) в IX веке до н. э. был столицей царства Паттин (ассирийское название Унки). Дж. Хокинс вслед за С. Ямадой предположил, что Паттин — видоизмененное название Палистин (его поддержали Б. Засс, И. Зингер и А. В. Сафронов).